# 肺循環
肺循環（英语：Lesser circulation），又稱小循環。在心血管循環系統中，肺循环的过程为攜帶含氧少的靜脈血離開心臟，進入肺部進行氣體交換後，再將含氧多的動脈血帶回心臟的部分。其他部分的血液循環稱為體循環。
其循環方式如下：
右心房→右心室→肺動脈→小動脈→肺部微血管→肺靜脈→左心房→左心室
由心臟的右心房出發，此一大血管是肺動脈（缺氧的靜脈血），將從上下腔靜脈送回心臟的靜脈血從分支為二的左肺動脈和右肺動脈送往左右肺，動脈繼續分支為小動脈及毛細血管，至肺部微管進行氣體交換，肺泡中的氧分子會送至血液中，與血紅蛋白結合。而靜脈血中的二氧化碳會送至肺泡中。接下來再將完成氣體交換的動脈血經由微管聚集成小靜脈，小靜脈聚集為大靜脈送回心臟，即為四條肺靜脈離開肺臟送回左心房，再由左心室而繼續進行體循環。
因此肺靜脈、左心房、左心室、主動脈內為動脈血，肺動脈、右心房、右心室及上下腔靜脈為靜脈血，所以在肺循環中，血管名稱與其所流的血液名稱是相反的。